# フィリップ・モリソン

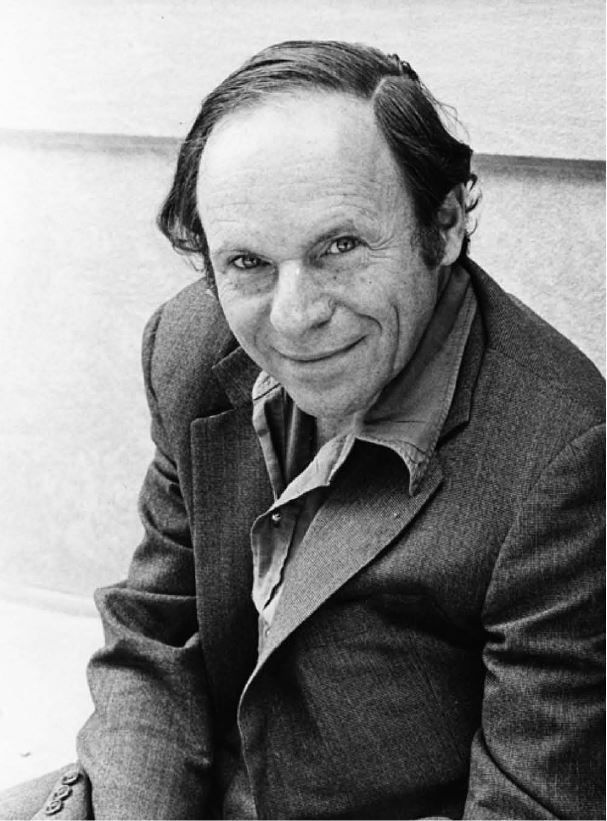
フィリップ・モリソン

フィリップ・モリソン（Philip Morrison、1915年11月7日 - 2005年4月22日）は、アメリカ合衆国の物理学者である。
カーネギー工科大学で学び、カリフォルニア大学バークレー校で博士号を得た。1942年にマンハッタン計画に加わり、最初の爆発実験(Trinity test)の、グループ・リーダーを務めたが、戦後は反核運動を進めた。1946年からコーネル大学で働き、1965年からマサチューセッツ工科大学で働いた。1959年に『ネイチャー』にジュゼッペ・コッコーニと論文『星間交信の探索』を発表し、超短波領域が星間交信探索の可能性の高いことを示唆し、地球外知的生命体探査(SETI)計画のきっかけとなった。
一般向けの著書や、科学映画『Powers of Ten』の製作に加わり、PBSの科学番組『The Ring of Truth』のホストを務めた。[

## 受賞歴
- 1958年 - リヒトマイヤー記念賞
- 1965年 - エルステッド・メダル
- 1982年 - ジャンスキー賞
- 1992年 - クルンプケ・ロバーツ賞